# Absorbance
Absorbance je veličina používaná ve fotometrii a spektrofotometrii. Udává, jak mnoho světla bylo pohlceno měřeným vzorkem. V literatuře se vyskytuje i termín extinkce E. Absorbance je bezrozměrná veličina.
Absorbanci lze definovat na základě transmitance jako
{\displaystyle A=-\log {T},}
kde
- A je absorbance,
- T je transmitance téhož vzorku za stejných podmínek.

Z definice transmitance vyplývají pro absorbanci vztahy
{\displaystyle A=-\log T=-\log {\frac {I}{I_{0}}}=\log {\frac {I_{0}}{I}},}
{\displaystyle A=\epsilon .l.c.}
Poslední vztah se označuje jako Lambertův–Beerův zákon. Praktickou výhodou jeho užití je, že absorbance je přímo úměrná koncentraci absorbující látky.
Z výše uvedených rovnic plyne, že nulovou absorbanci bude mít vzorek, který nepohltí žádné světlo, absorbance 1 znamená, že vzorkem prošla právě jedna desetina světla, při absorbanci 2 právě jedna setina vstupujícího světla atd. Záporná absorbance by znamenala, že vzorkem prochází více světla než slepým vzorkem, zpravidla v důsledku hrubé chyby nebo nesprávného uspořádání pokusu.